# Генетика рослин
Генетика рослин — це галузь генетики, що вивчає особливості розвитку рослин, гени, що забезпечують нормальне формування і функціонування тканин і органів рослин.
Генетика рослин є одним з найбільш бурхливо розвиваючися напрямків сучасної генетики, який має важливе фундаментальне і прикладне значення. У даний час в ряді вітчизняних вузлів біологічного і сільськогосподарського профілю здійснюється підготовка фахівців для роботи в різних областях біології і генетики розвитку рослин.

## Становлення науки
Сучасна наука має в своєму розпорядженні всього лише два прямих підходи, що дозволяють досліджувати біологічні функції молекул. Перший підхід полягає в аналізі наслідків, викликаних інактивацією певних молекул організму (цього можна досягти, або використовуючи вузько специфічні інгібітори, або отримуючи мутації, що порушують нормальний біосинтез саме даних молекул). Альтернативний підхід передбачає збільшення активності досліджуваних молекул або при їх додаванні ззовні, або за рахунок посилення їх біосинтезу in vivo (наприклад, у разі трансформації організму додатковими копіями відповідного гена). 
При цьому незалежно від обраного підходу, основну роль в таких дослідженнях відіграють методи молекулярної біології і генетики. Саме з цієї причини синтез молекулярно-біологічного і -генетичного підходів, що отримав назву молекулярна генетика, став провідною ідеологією більшості напрямків сучасної біології.
Одним з таких напрямків є біологія розвитку. Якщо у своєму первісному вигляді ця наука сформувалася на стику ембріології, фізіології і цитології, то саме використання молекулярно-генетичних підходів дозволяє успішно розчленовувати складні процеси розвитку на безліч «елементарних» стадій, кожна з яких обслуговується строго певними молекулами і контролюється особливою групою генів.

## Історія
За свою більш ніж 200-річну історію біологія розвитку вищих рослин пройшла через кілька етапів, що відбивають поступову еволюцію поглядів на істота досліджуваної проблеми.
- На першому з цих етапів практично вся увага приділялася лише загальному опису розвитку вищих рослин стосовно до конкретних видів або більшим таксономічним одиницям.
- З початком другого етапу, основні інтереси дослідників були переключені на аналіз різноманітних зовнішніх чинників (таких як освітленість, температура, хімічний склад навколишнього середовища і т. д ), що роблять істотний вплив на розвиток рослин.
- Центральною подією третього етапу стало виявлення ендогенних сполук, що здійснюють регулювання розвитку організму (у разі рослин такі речовини були названі фітогормонами). На цьому етапі неодноразово робилися спроби пояснити всі закономірності розвитку рослин саме за рахунок особливостей функціонування фітогормональних систем.
- Початок четвертого етапу було ознаменовано виявленням окремих мутацій, не зачіпають фітогормональну систему, але помітно впливають на процеси розвитку рослини. Ці дані переконливо свідчили про те, що принаймні деякі процеси розвитку контролюються у вищих рослин не тільки фітогормональною системою, але і певними генами. Втім, жодних уявлень про конкретної ролі подібних генів ще сформульовано не було.
- Сучасний (п'ятий) етап оперує вже не окремими генами, а так званими генетичними програмами розвитку. Кожна така програма являє собою певну послідовність з численних «елементарних подій, що лежать в основі морфогенезу або ж клітинної диференціювання. При цьому будь-яка з розглянутих подій (іншими словами — будь-молекулярний процес у складі окремої програми розвитку) є закономірним результатом попереднього і служить безпосередньою причиною наступного.

## Напрямки
Генетика розвитку рослин проводить свої дослідження в наступних напрямках:
1. Генетичний контроль онтогенезу
2. Генетичний контроль сигнальних шляхів
3. Генетичні механізми регуляції експресії генів
4. Генетичні механізми, які контролюють взаємодії клітин і тканин.

## Методи
1. Методи класичної генетики:
  - Клональний аналіз (використання генетичних химер)
  - Мутаційний аналіз
  - Генетичний аналіз
2. Методи фізіологічної і біохімічної генетики
  - Біометричний аналіз
  - Молекулярно -генетичний та системний підходи
  - Вивчення біосинтезу білків, жирів, вуглеводів і нуклеїнових кислот
3. Методи молекулярної генетики
  - Клонування та молекулярний аналіз генів
  - Вивчення експресії генів
4. Методи генетичної трансформації
  - Функціональний аналіз клонованих генів
  - Аналіз клонів

## Основні поняття
Онтогенез (індивідуальний розвиток, від дав.-гр. ὤν, gen. ὄντος 'сущий'і γένεσις 'зародження') рослини — це природний процес з послідовною зміною декількох вікових етапів, серед яких прийнято виділяти:
1. Ембріональний — від зиготи до дозрівання насіння (включно).
2. Ювенільний — від проростання насіння до початку формування репродуктивних органів.
3. Зрілість і розмноження —закладка і розвиток репродуктивних органів, утворення насіння і плодів.
4. Старість і відмирання

В онтогенезі реалізуються потенції генотипу в певних умовах середовища, в результаті чого формуються рослини певного фенотипу. Онтогенез рослини включає в себе два суттєвих аспекти: власне життя особини (вона починається зі стадії зиготи і триває аж до природної смерті) і відтворення нових особин (також починається з зиготи, але закінчується формуванням гамет).
В процесі еволюції у вищих рослин сталося просторове суміщення гапло - і диплофаз в одному організмі: гаметофит розвивається прямо на спорофите. Цей момент дуже важливий, оскільки спорофіт має власну ефективну систему захисту, за рахунок чого стає захищеним і гаметофит.
Зростання — поняття, що характеризує незворотні кількісні зміни, що відбуваються під час розвитку організму. Диференціювання — якісні зміни, що відбуваються в процесі розвитку організму поряд з кількісними.
Морфогенез — це процес формоутворення, тобто закладки, росту і розвитку органів рослини. Таким чином,  диференціювання, зростання і морфогенез є тісно взаємопов'язаними процесами.
Детермінація — процес, коли диференціювання приводить до необоротного зміни клітин. Цей процес називають

## Модельні рослини
Генетика розвитку в своїх дослідженнях використовує модельні рослини. Такі рослини повинні мати короткий цикл розвитку, мати невелику кількість хромосом і володіти високою плодючістю.
- Резуховидка Таля Arabidopsis — гени онтогенезу, гени розвитку коренів, пагонів, листків і квіток
- Ротики Antirrhinum majus — гени розвитку квітки та суцвіття, пагонів та листя